# Дреновиця
Дре́новиця (болг. Дреновица) — село в Благоєвградській області Болгарії. Входить до складу общини Петрич.

## Населення
За даними перепису населення 2011 року у селі проживали 25 осіб, усі — болгари.
Розподіл населення за віком у 2011 році:
Динаміка населення: